# (73762) 1994 LS
(73762) 1994 LS – planetoida z pasa głównego asteroid okrążająca Słońce w ciągu 3 lat i 232 dni w średniej odległości 2,36 j.a. Została odkryta 3 czerwca 1994 roku w Obserwatorium Palomar przez Timothy'ego Spahra.